# Comitatul Sturgeon, Alberta
Comitatul Sturgeon, din provincia Alberta, Canada este un district municipal, amplasare coordonate 53°48′08″N 113°38′59″W / 53.802222°N 113.649722°V. Districtul se află în Diviziunea de recensământ 11. El se întinde pe suprafața de 2,088.55 km2  și avea în anul 2011 o populație de 19,578 locuitori.
Cities Orașe
- St. Albert

Towns Localități urbane
- Bon Accord
- Gibbons
- Legal
- Morinville
- Redwater

Villages Sate
--
Summer villages Sate de vacanță
--
Hamlets, cătune
- Alcomdale
- Calahoo
- Carbondale
- Cardiff
- Lamoureux
- Mearns
- Namao
- Pine Sands
- Riviere Qui Barre
- Villeneuve

Așezări
- Amelia
- Austin Acres
- Banko Junction
- Braun Village
- Cameron Park
- Cardiff-Echoes
- Cardiff-Pittsburgh
- Casa Vista
- Clearview Acres
- Coronado
- Crestview Heights
- Dover Estates
- Dream Hollow Estates
- Dream Nook
- Duagh
- Eastgate
- Eldorena
- Excelsior
- Fairhaven East Subdivision
- Fairhaven West Subdivision
- Fairydell
- Fedorah
- Fort Augustus
- Fort Saskatchewan Settlement
- Freemore Estates
- Gibbons Lea
- Gibbons Station
- Glenview
- Glory Hills
- Golden Heights
- Grandview Heights
- Greenacres Estates
- Hansen Subdivision
- Hanson Subdivision
- Hewitt Estates
- Hillsborough Estates
- Hu Haven
- Juniper Hill
- Lancaster Park
- Lily Lake Estates
- Lower Manor Estates
- MacArthur Siding
- Manor Estates
- Maple Ridge
- Namao, Alberta
  - Namao Ridge Estates
  - Sturgeon Valley Estates
- New Lunnon
- Noroncal
- North Point
- Nywening
- Osthoff Estates
- Peavey
- Pilon Creek Estates
- Pinewood Estates
- Regency Estates
- Reyda Vista Subdivision
- Richfield Estates
- Riverside Park
- Riviere Qui Barre
- Rol-Ana Park
- Rosal Acres
- Shil Shol
- Silverchief Subdivision
- Skyglen
- St. Albert Settlement
- Sturgeon
- Sturgeon Creek Subdivision
- Sturgeon Crest Subdivision
- Sturgeon Heights
- Sturgeon Valley Vista
- Sturgeon View Estates
- Summer Brook
- Summerbrook Estates
- Trestle Ridge
- Turfside Park
- Upper Manor Estates
- Upper and Lower Viscount Estates
  - Lower Viscount Estates or Lower Viscount
  - Upper Viscount Estates or Upper Viscount Estates Subdivision
- Volmer
- Waterdale Park
- Waybrook
- Wildlife Park
- Woodridge Estates

1. 1 2  Population and dwelling counts, for Canada, provinces and territories, and census subdivisions (municipalities), 2016 and 2011 censuses – 100% data (în engleză), 20 februarie 2019